# Championnats du monde de triathlon longue distance 2010
Les Championnats du monde de triathlon longue distance 2010 présentent les résultats des championnats mondiaux longue distance de triathlon en 2010 organisés par la fédération internationale de triathlon.
Ces 17e championnats se sont déroulés à Immenstadt en Allemagne le 1er août 2010.

## Distances
| Distances course (kilomètres) | Distances course (kilomètres) | Distances course (kilomètres) |
| Natation                      | Vélo                          | Course à pied                 |
| ----------------------------- | ----------------------------- | ----------------------------- |
| 4                             | 130                           | 30                            |

## Résultats

### Homme
| Rang   | Athlète           | Pays       | Temps           |
| ------ | ----------------- | ---------- | --------------- |
| Or     | Sylvain Sudrie    | France     | 6 h 24 min 57 s |
| Argent | Timothy O'Donnell | États-Unis | 6 h 29 min 35 s |
| Bronze | François Chabaud  | France     | 6 h 32 min 04 s |
| 4      | Jonas Djurback    | Suède      | 6 h 32 min 32 s |
| 5      | Konstantin Bachor | Allemagne  | 6 h 33 min 01 s |
| 6      | Jimmy Johnsen     | Danemark   | 6 h 35 min 14 s |
| 7      | Viktor Zyemtsev   | Ukraine    | 6 h 36 min 42 s |
| 8      | Esben Hovgaard    | Danemark   | 6 h 36 min 48 s |
| 9      | Rasmus Stubager   | Danemark   | 6 h 38 min 46 s |
| 10     | Olivier Marceau   | Suisse     | 6 h 40 min 30 s |

### Femme
| Rang   | Athlète                | Pays       | Temps           |
| ------ | ---------------------- | ---------- | --------------- |
| Or     | Caroline Steffen       | Suisse     | 6 h 55 min 21 s |
| Argent | Yvonne van Vlerken     | Pays-Bas   | 7 h 07 min 04 s |
| Bronze | Virginia Berasategui   | Espagne    | 7 h 13 min 19 s |
| 4      | Anja Ippach            | Allemagne  | 7 h 42 min 44 s |
| 5      | Tamara Kozulina        | Ukraine    | 7 h 45 min 15 s |
| 6      | Súsanna Skylv Sørensen | Danemark   | 7 h 51 min 36 s |
| 7      | Ewa Bugdol             | Pologne    | 7 h 54 min 51 s |
| 8      | Haley Cooper           | États-Unis | 7 h 56 min 55 s |
| 9      | Lisa Ribes             | États-Unis | 7 h 58 min 20 s |
| 10     | Bettina Zelenka        | Autriche   | 8 h 01 min 41 s |

## Tableau des médailles
| Rang  | Nation     | Or | Argent | Bronze | Total |
| ----- | ---------- | -- | ------ | ------ | ----- |
| 1     | France     | 1  | 0      | 1      | 2     |
| 2     | Suisse     | 1  | 0      | 0      | 1     |
| 3     | Pays-Bas   | 0  | 1      | 0      | 1     |
| -     | États-Unis | 0  | 1      | 0      | 1     |
| 5     | Espagne    | 0  | 0      | 1      | 1     |
| Total | Total      | 2  | 2      | 2      | 6     |